# Kuifdrongo
De kuifdrongo (Dicrurus forficatus) is een zangvogel uit de familie Dicruridae (drongo's) die alleen voorkomt in Madagaskar en het eiland Anjouan van de Comoren. Met name op Madagaskar komt hij wijdverspreid in grote aantallen voor. Kenmerkend voor de soort is de opvallende kuif en een gevorkte staart.

## Kenmerken
Een volwassen kuifdrongo heeft een zwart verenkleed met een blauwgroene waas en rode ogen. Vanaf de snavelbasis steekt een opvallende kuif omhoog. Hieraan dankt de vogel zijn Malagassische bijnaam railovy, oftewel 'koning van de vogels'. Verder onderscheidt de kuifdrongo zich door een sterk gevorkte staart. Het mannetje heeft een lichaamslengte van 26 tot 31,5 centimeter, het vrouwtje 18 tot 27,5 centimeter. Een juveniel is bruiner gekleurd en heeft geen kuif.

## Gedrag en leefwijze

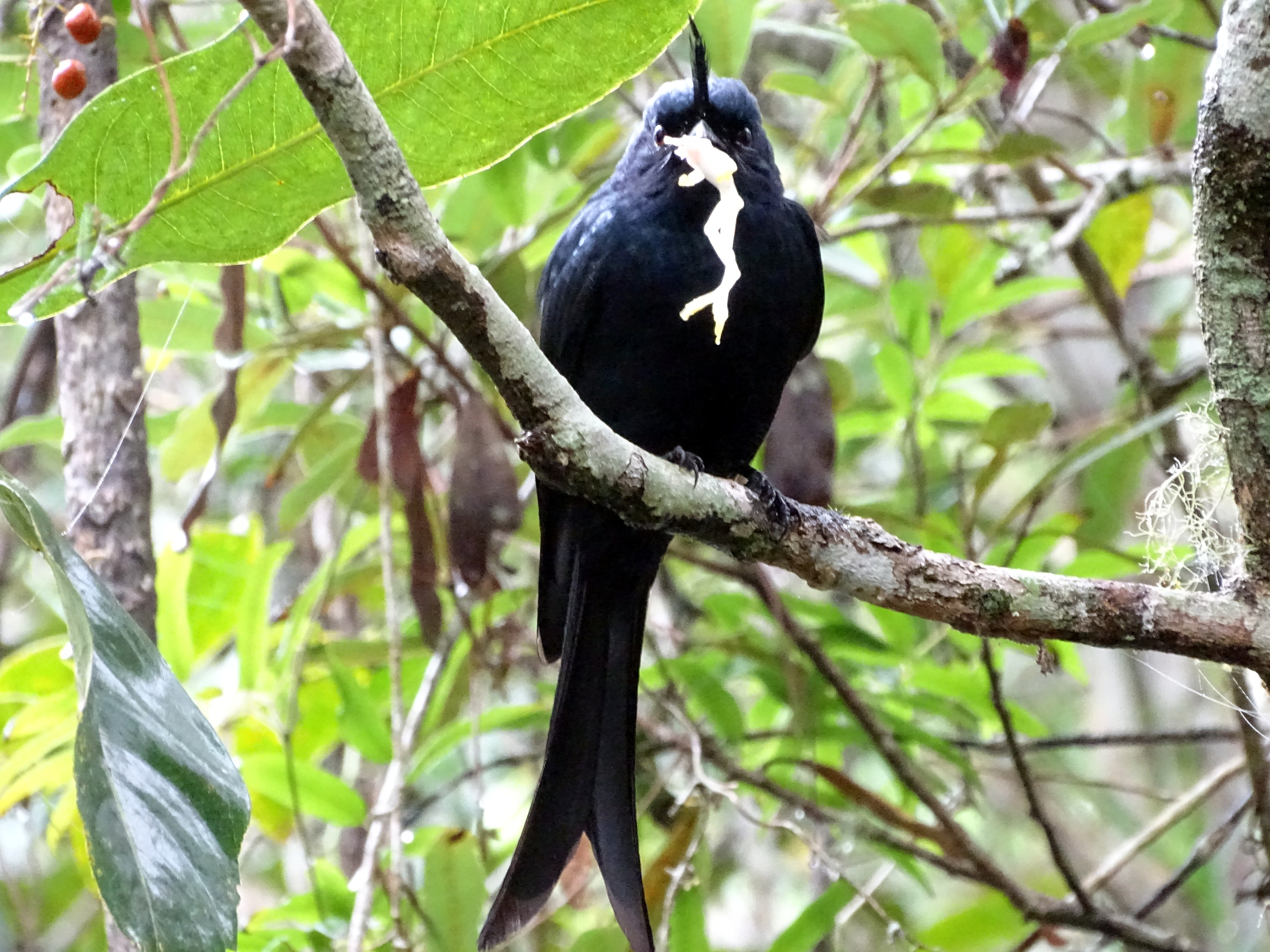
Kuifdrongo met een buitgemaakte kikker in het Nationaal park Andasibe Mantadia op Madagaskar

De kuifdrongo is een zeer vocale en luidruchtige zangvogel met een breed repertoire aan geluiden. Hij kan het geluid van een aantal lemuren imiteren en de zang van diverse vogels.
De kuifdrongo voedt zich voornamelijk met allerlei ongewervelden en kleine gewervelden, zoals kikkers, kameleons, gekko's en skinken. Hij vangt deze in de vlucht, vanaf een uitkijkpunt of foeragerend op de grond. Vruchten maken slechts een klein deel van het dieet uit.
De kuifdrongo is een standvogel. In Madagaskar vindt de eileg plaats van september tot december, met de grootste piek in oktober en november. Dit is met uitzondering van de drogere gebieden in het zuidoosten van het eiland, zoals het zogenoemde spiny forest. Hier worden de eieren van oktober tot vroeg in februari gelegd. Het nest wordt fel verdedigt tegen potentiële predatoren, ongeacht hun grootte. Naar verluidt zijn zelfs mensen door broedende kuifdrongo's belaagd.

## Verspreiding en leefgebied

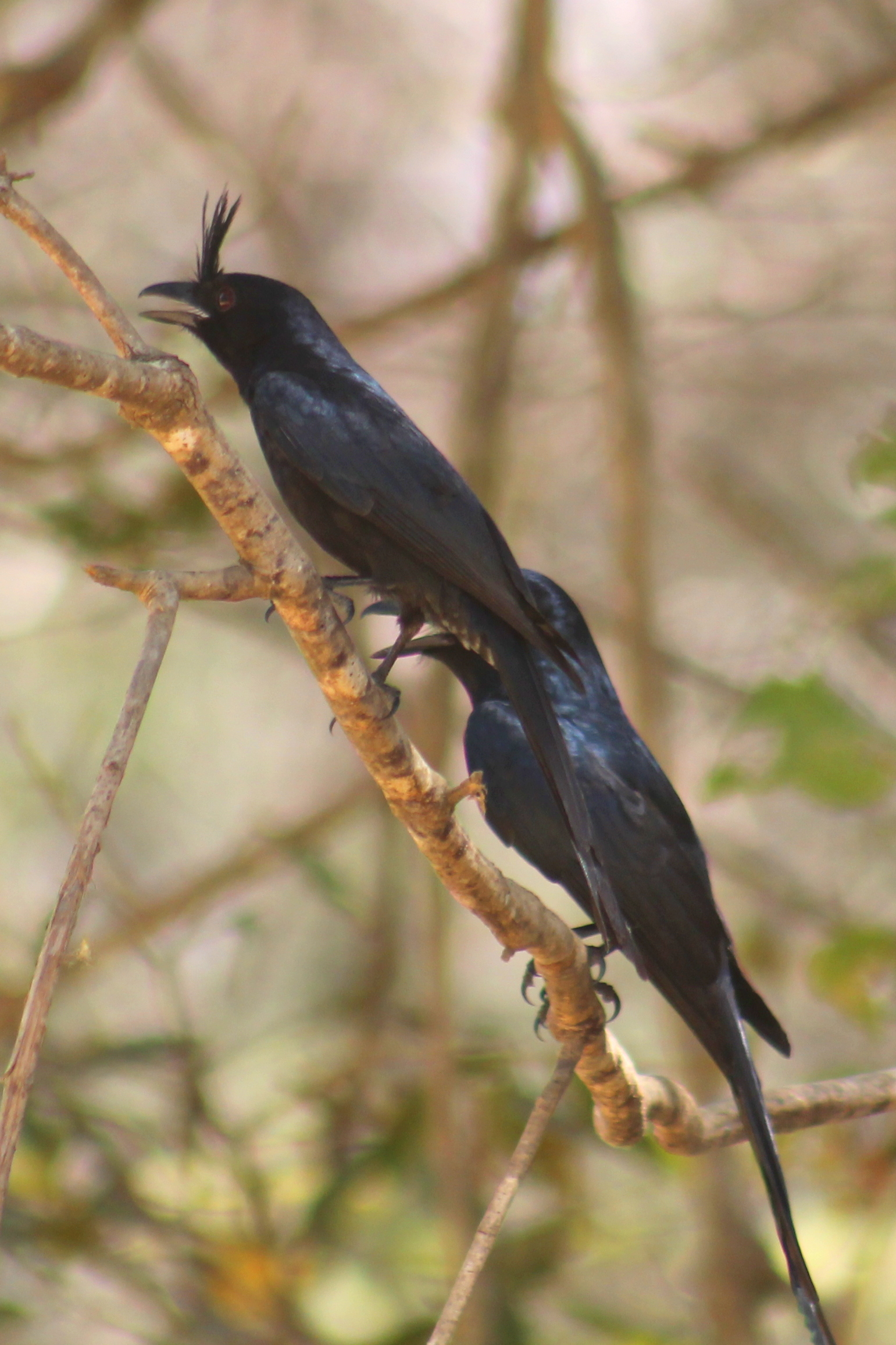
Twee kuifdrongo's tijdens het droge seizoen in Kirindy Forest op Madagaskar

In heel zijn verspreidingsgebied is de kuifdrongo de enige vertegenwoordiger van de drongofamilie. De nominaatondersoort D. f. forficatus (L., 1766) is endemisch en wijdverspreid in Madagaskar, inclusief enkele kusteilanden als Nosy Be, Nosy Komba en Île Sainte-Marie. Een tweede ondersoort, D. f. potior (Bangs & T.E. Penard, 1922), komt alleen voor op Anjouan, een van de Comoren-eilanden. Deze ondersoort is significant kleiner en heeft bredere staartveren.
De kuifdrongo leeft in verschillende beboste habitats, van regenwoud tot droge bossen en gebieden met spaarzame begroeiing, zoals ernstig versnipperde wouden. Hij is aangetroffen van zeeniveau tot op een hoogte van 1875 meter. Doorgaans komt de kuifdrongo echter niet hoger dan 1000 meter.

## Beschermingsstatus
Het totale verspreidingsgebied van de kuifdrongo wordt geschat op ongeveer 42.000 vierkante kilometer. De grootte van de populatie van de kuifdrongo is niet gekwantificeerd. Er is geen aanleiding te veronderstellen dat de soort in aantal achteruit gaat, maar gegevens ontbreken. De kuifdrongo staat als 'niet bedreigd' (LC of Least Concern) op de Rode Lijst van de IUCN.
In de regio rond Ambinanitelo in het noordoosten van Madagaskar wordt de kuifdrongo beschermd door een Fady, of taboe. Deze heeft zijn wortels in de 18e eeuw, toen de oostkust van Madagaskar regelmatig geteisterd werd door piraten. Een vrouw verborg zich volgens de legende met haar baby in een struik, maar toen de piraten haar naderden begon de baby te huilen. Dit trok de aandacht van de piraten, maar toen het gehuil door een kuifdrongo werd geïmiteerd, gingen zij terug naar hun boten. Sindsdien wordt de kuifdrongo in deze regio met respect behandeld.